# Bruce Lee (gra komputerowa)
Bruce Lee – komputerowa gra platformowa z 1984 roku stworzona przez Rona J. Fortiera i Kelly Day. Została wydana na 8-bitowe Atari, Commodore 64 oraz ZX Spectrum.

## Rozgrywka
Gracz wciela się w postać Bruce’a Lee, który przemierza czarodziejską wieżę w poszukiwaniu bogactw i sekretu nieśmiertelności. Do pokonania jest dwadzieścia pomieszczeń/poziomów składających się z platform i drabin. Aby je przejść gracz musi zbierać po drodze zawieszone w różnych punktach latarnie oraz pokonać znajdujących się na niej wrogów. W każdym pomieszczeniu znajdują dwa rodzaje przeciwników: ninja atakujący mieczami i zapaśnicy sumo (Green Yamo) walczący pięściami oraz nogami. Ponieważ mają oni nieograniczoną ilość żyć, ciągle wracają, ale są łatwo podatni na ciosy Bruce’a. W trybie wieloosobowym jeden z graczy może kontrolować Yamo.
Późniejsze poziomy zawierają dodatkowe przeszkody w postaci min, ruchomych ścian, czy elektrycznych podłóg. Żeby je przejść gracz musi się swoją postacią wspinać, uchylać i skakać. Na ostatnim dwudziestym poziomie musi pokonać głównego przeciwnika, którym jest zły Czarodziej Ognia.

## Odbiór
Po wydaniu oryginalnej wersji na ZX Spectrum, gra otrzymała przeważnie entuzjastyczne recenzje. Czasopismo „CRASH” przyznało jej 91%, chwaląc grafikę oraz przyjemną i wciągającą rozgrywkę. Magazyn „Sinclair User” także wysoko ocenił grę przyznając jej 4 na 5 gwiazdek, zwracając jednocześnie uwagę na brak dźwięku i małe zróżnicowanie zadań do wykonania. Bardziej krytyczny w swojej recenzji był magazyn „Your Spectrum”, który wskazał, że do jej ukończenia wystarczy kilka rozgrywek. W 1990 r. ten sam magazyn w retrospektywnym opisie gry napisał, że wciąż jest ona zbyt prosta do przejścia, a grafika nie przetrwała próby czasu. Uznano jednak, że z historycznego punktu widzenia jest ona ważna, ponieważ jako pierwsza była połączeniem platformówki i beat 'em 'upu.
W 1986 roku gra została wydana w pakiecie They Sold a Million II, razem z Match Point, Match Day i Knight Lore.